# Emil Franzel
Emil Franzel (29. května 1901 Háj u Duchcova – 29. června 1976) byl německý historik, novinář, spisovatel a sudetoněmecký politik.

## Život
Franzel byl do roku 1936 členem Německé sociálně demokratické dělnické strany v Československu a publikoval částečně pod pseudonymem Karl von Boeheim. Roku 1936 převzal pražský dům lidového vzdělávání Urania, od roku 1939 byl knihovníkem pražského Českého zemského muzea a učitelem historie na pražské policejní škole. Franzel byl po válce a odsunu z vlasti mj. členem katolického Ackermannova sdružení a vlivným představitelem sudetoněmecké poválečné publicistiky. Ve svých historických pojednáních zůstával i po druhé světové válce v zajetí pojmů rétoriky „panské rasy“. Tak hovoří ve svých Sudetoněmeckých dějinách (Sudetendeutsche Geschichte) z roku 1958 o možném „promíchávání vyšších národů s nižšími“ v návaznosti na rané dějiny Čech a Moravy. Od roku 1951 až do odchodu do penze roku 1963 byl spolupracovníkem Bayerischen Staatsbibliothek v Mnichově.
Byl spoluzakladtelem Sudetoněmeckého krajanského sdružení a Sudetoněmecké rady.

## Publikace (výběr)
- König Heinrich VII. von Hohenstaufen. – Král Jindřich VII. Hohenštaufský, Diss. phil. Praha 1929
- Geschichte unserer Zeit 1870–1950. – Dějiny naší doby, Mnichov 1952
- Sudetendeutsche Geschichte. – Sudetoněmecké dějiny, Augsburg 1958
- Der Donauraum im Zeitalter des Nationalitätenprinzips (1789–1918). – Dunajský prostor v období národnostního principu (1789-1918), Mnichov 1958
- Sehnsucht nach den alten Gassen – Tužba po starých uličkách, Vídeň 1964
- Franz Ferdinand d'Este. Leitbild einer konservativen Revolution. – František Ferdinand d'Este. Vzor konzervativní revoluce, Vídeň 1964
- Die Vertreibung. Sudetenland 1945/1946. – Vyhnání. Sudety 1945/1946, Bad Nauheim 1967
- Die Sudetendeutschen. Siedlungsraum, Wesen und Geschichte der Volksgruppe. – Sudetští Němci. Vlast, povaha a dějiny národnostní skupiny, Vídeň 1968
- Geschichte des deutschen Volkes. Von den Germanen bis zur Teilung nach dem Zweiten Weltkrieg. – Dějiny německého národa. Od Germánů po rozdělení po druhé světové válce, Mnichov 1973